# Quercus deliquescens
Quercus deliquescens är en bokväxtart som beskrevs av Cornelius Herman Müller. Quercus deliquescens ingår i släktet ekar, och familjen bokväxter. IUCN kategoriserar arten globalt som sårbar. Inga underarter finns listade.